# Claus Lambrecht
Claus Lambrecht (* 1951) ist ein deutscher Jurist. Er war von 2007 bis 2014 Präsident des Finanzgerichtes Berlin-Brandenburg und ist Honorarprofessor an der Brandenburgischen Technischen Universität Cottbus-Senftenberg für Finanz- und Steuerrecht.

## Leben
Lambrecht studierte an den Universitäten Freiburg, Lausanne und Bonn Rechtswissenschaften. Seine Studien schloss er 1975 mit dem Ersten Juristischen Staatsexamen ab. Von 1975 bis 1977 promovierte er in Hamburg zum Thema „Vollzugseignung des Bundes-Immissionsschutzgesetzes in der Eisen- und Stahlindustrie“. 1977 bis 1979 war er Referendar im Bezirk des OLG Hamburg. Er war dann von 1979 bis zum Dezember 1984 in der Finanzverwaltung des Landes Baden-Württemberg angestellt; von 1983 bis 1984 studierte er während dieser Zeit an der University of Florida in Gainesville und erwarb dort den Grad eines „Master of Laws in Taxation“.
1985 wurde er beim Finanzgericht Düsseldorf Richter kraft Auftrags und 1986 Richter am Finanzgericht. Vom Juli 1990 bis zum Juni 1993 war er in das Justizministerium des Landes Nordrhein-Westfalen abgeordnet, es folgte im Juli 1993 eine Abordnung an das Finanzgericht Brandenburg, wo er den Vorsitz im 2. Senat des Finanzgerichtes übernahm. Im Dezember 1993 wurde er Vizepräsident des Finanzgerichtes. Im April des Jahres 2004 wurde Lambrecht Präsident des Brandenburger Finanzgerichtes. Seit der Fusion der Finanzgerichte Brandenburg und Berlin am 1. Januar 2007 wurde er Präsident des Finanzgerichtes Berlin-Brandenburg. Am 31. Dezember 2014 trat er in den Ruhestand ein und nach einer längeren Vakanz folgte ihm Thomas Stapperfend als Präsident.
Seit 2004 ist er Honorarprofessor an der Brandenburgischen Technischen Universität in Cottbus.
Lambrecht gehörte der Abschlussprüferaufsichtskommission (APAK) an (Stand Mai 2015).

## Veröffentlichungen
Seit 1985 ist er an dem Großkommentar Kirchhof/Söhn/Mellinghoff zum Einkommensteuerrecht und seit 2001 am von Paul Kirchhof herausgegebenen Kompaktkommentar zum Einkommensteuergesetz als Autor beteiligt. Seit 2005 ist er auch Mitautor am von Gosch herausgegebenen Kommentar zum Körperschaftsteuergesetz. Daneben veröffentlichte Lambrecht Beiträge zu Sammelbänden und Aufsätze zum Steuerrecht.